# Гарсия, Роберто (легкоатлет)
Робе́рто Гарси́я (исп. Carlos García; род. 20 августа 1975, Сарагоса) — испанский легкоатлет, специалист по бегу на длинные дистанции и кросс-кантри. Выступал за сборную Испании по лёгкой атлетике в период 1999—2006 годов, серебряный призёр Универсиады в Пальма-де-Майорка, победитель и призёр первенств национального значения, участник летних Олимпийских игр в Афинах.

## Биография
Роберто Гарсия родился 20 августа 1975 года в Сарагосе. Проходил подготовку в местном легкоатлетическом клубе CA adidas, тренировался вместе с братом-близнецом Карлосом, который впоследствии тоже стал довольно известным спортсменом.
В 1997 году выступил на молодёжном чемпионате Европы в Турку, стартовал на дистанции 10 км, но финишировать не смог.
Первого серьёзного успеха на взрослом международном уровне добился в сезоне 1999 года, когда вошёл в основной состав испанской национальной сборной и побывал на летней Универсиаде в Пальма-де-Майорка, откуда привёз награду серебряного достоинства, выигранную в беге на 5000 метров — в финальном забеге уступил на финише только представителю Украины Сергею Лебедю.
В 2002 году выступил на чемпионате Европы в Мюнхене, был близок к попаданию в число призёров на пятитысячной дистанции, расположившись в итоговом протоколе соревнований на четвёртой позиции.
Благодаря череде удачных выступлений в 2004 году Гарсия удостоился права защищать честь страны на летних Олимпийских играх в Афинах. Стартовал в беге на 5000 метров, но в предварительном забеге показал время 13:27,71 и не смог квалифицировался в финал, разместившись на девятнадцатой строке итогового протокола. Также в этом сезоне установил свой личный рекорд в данной дисциплине, на соревнованиях в Сан-Себастьяне пробежал пять тысяч метров за 13:16,13.
После афинской Олимпиады Роберто Гарсия ещё в течение некоторого времени оставался в составе легкоатлетической команды Испании и продолжал принимать участие в крупнейших международных соревнованиях. Так, в 2005 году в беге на 5000 метров он финишировал пятым на домашних Средиземноморских играх в Альмерии и занял 28 место на чемпионате мира в Хельсинки. Помимо этого, регулярно выступал в беге по пересечённой местности и входил в состав испанской национальной сборной по кросс-кантри. В частности, принимал участие в кроссовых чемпионатах мира в Сен-Гальмье и Фукуоке, показав на них 72 и 44 результаты соответственно.
В 2006 году принял решение завершить карьеру профессионального спортсмена, уступив место в сборной молодым испанским спортсменом. Впоследствии вместе с братом Карлосом занимался развитием лёгкой атлетики в стране, организовал несколько детских подготовительных лагерей по лёгкой атлетике.